# Municipio de Põhja-Pärnumaa
El municipio de Põhja-Pärnumaa (estonio: Põhja-Pärnumaa vald) es un municipio estonio perteneciente al condado de Pärnu.

## Localidades (población año 2011)
- Aasa 52
- Allikõnnu 66
- Altküla 1
- Aluste 76
- Anelema 37
- Arase 46
- Eametsa 13
- Eense 22
- Eerma 31
- Enge 81
- Ertsma 59
- Halinga 91
- Helenurme 21
- Kaansoo 108
- Kablima 8
- Kadjaste 130
- Kaelase 9
- Kaisma 116
- Kalmaru 58
- Kangru 13
- Kergu 189
- Kirikumõisa 53
- Kobra 45
- Kodesmaa 41
- Kõnnu 69
- Kose 32
- Kullimaa 23
- Kuninga 8
- Kurgja 29
- Langerma 58
- Leetva 11
- Lehtmetsa 12
- Lehu 23
- Libatse 388
- Loomse 20
- Luuri 34
- Lüüste 20
- Mädara 37
- Mäeküla 16
- Maima 27
- Massu 41
- Metsaküla 14
- Metsavere 42
- Mõisaküla 77
- Mustaru 31
- Naartse 15
- Oese 21
- Oriküla 16
- Pallika 13
- Pärnjõe 231
- Pärnu-Jaagupi 1,195
- Pereküla 8
- Pitsalu 14
- Pööravere 17
- Rae 19
- Rahkama 0
- Rahnoja 17
- Rätsepa 68
- Reinumurru 30
- Roodi 42
- Rõusa 65
- Rukkiküla 12
- Säästla 25
- Salu 35
- Samliku 23
- Sepaküla 6
- Sikana 19
- Sohlu 44
- Sõõrike 13
- Soosalu 17
- Suurejõe 221
- Tagassaare 22
- Tarva 49
- Tootsi 744
- Tõrdu 72
- Tühjasma 21
- Ünnaste 14
- Vahenurme 164
- Vakalepa 14
- Vaki 114
- Valistre 26
- Vändra 2,355
- Vee 27
- Venekuusiku 28
- Veskisoo 4
- Vihtra 242
- Viluvere 52
- Võidula 48
- Võiera 18[1]